# Trouwjurk

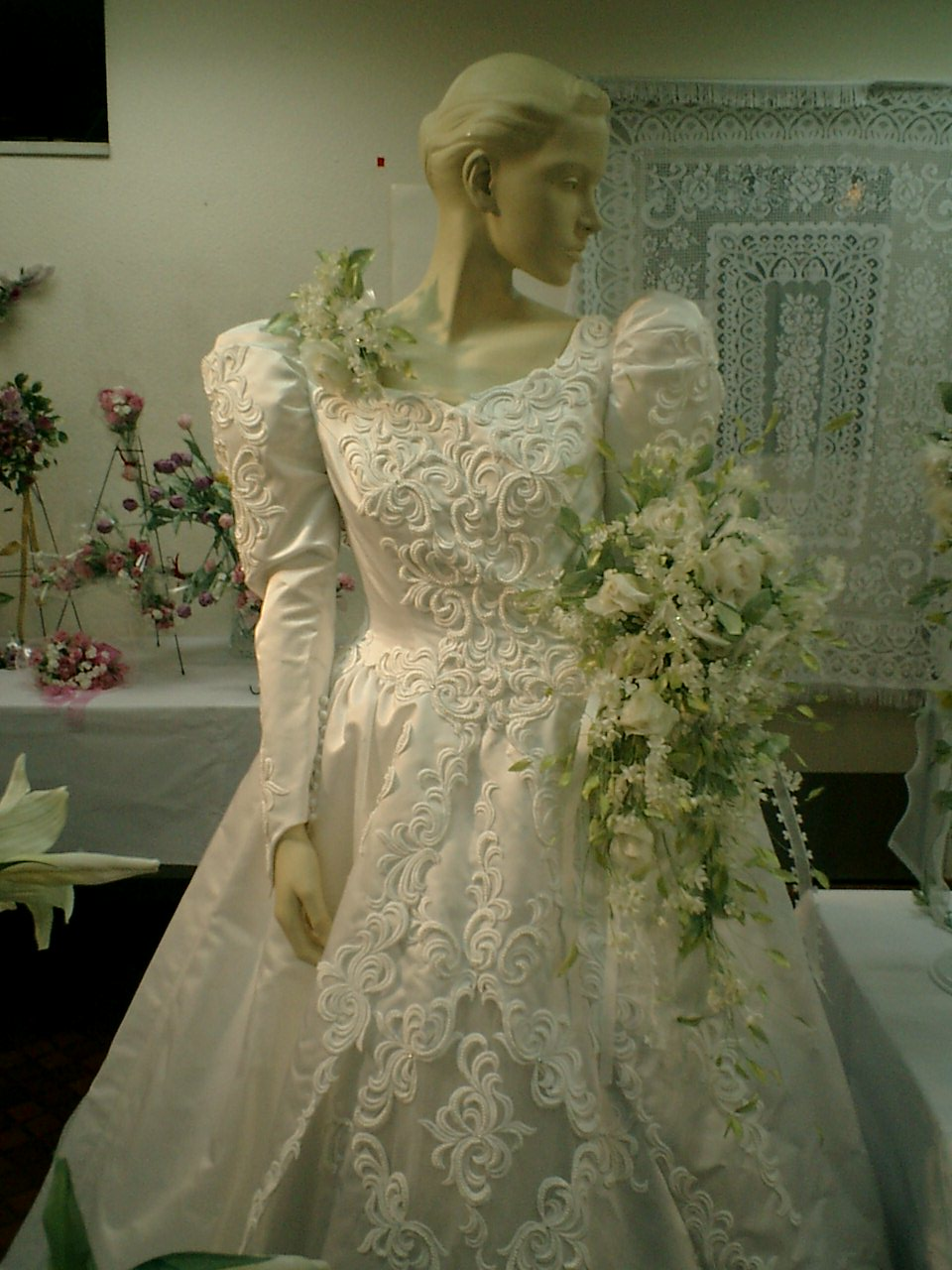
Traditionele witte trouwjurk

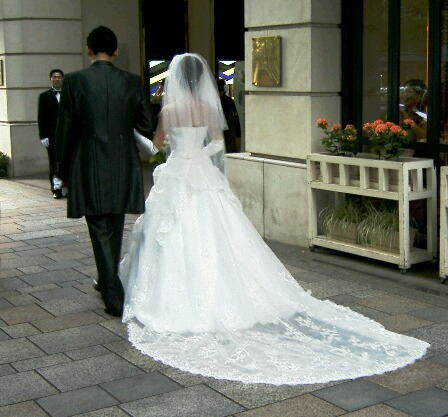
Een bruidspaar in bruidskleding, de bruid draagt een witte trouwjurk met sluier

Een trouwjurk of trouwjapon, ook wel bruidsjurk genoemd, is in de westerse cultuur doorgaans een lange witte jurk die door de bruid wordt gedragen op de huwelijksdag. De meeste bruiden geven de voorkeur aan een lange jurk, al dan niet met sleep. Ter completering van het geheel wordt op het hoofd vaak een sluier gedragen of een kunstig in het haar verwerkte versiering in de vorm van bloemen of linten.

## Kleur
Wit was in de hogere klassen altijd al een veelvoorkomende kleur voor een bruidsjurk maar ook zilver en blauw waren populair. Eind 18e eeuw werd wit van lieverlee steeds meer dé kleur voor de bruidsjurk. Rijke vrouwen droegen bruidsjurken van witte zijde; later werd ook mousseline gebruikt. Minder welgestelde vrouwen bleven gekleurde bruidsjurken dragen, van minder kostbare en kwetsbare stoffen als wol en katoen.
De bruiloft van koningin Victoria in 1840 had veel invloed op de ontwikkeling van de bruidsmode. Zij koos bewust voor een eenvoudige witte bruidsjurk met een sluier. Dit werd al snel de standaard in Engeland en ver daarbuiten.

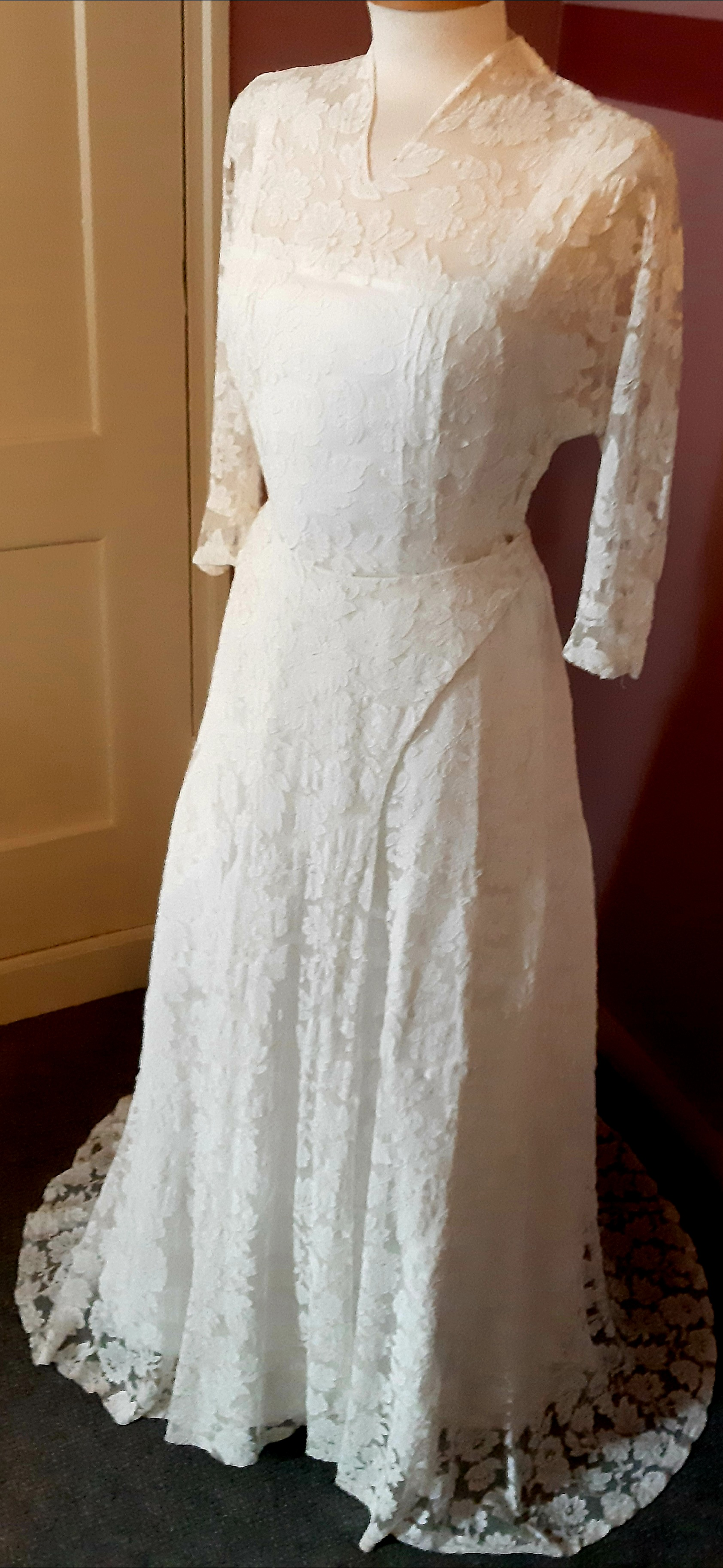
Trouwjurk uit 1953

Het witte van de jurk symboliseert de zuiverheid van de bruid. Doorgaans wordt "zuiverheid" vertaald met maagdelijkheid. Deze symboliek verloor in de laatste decennia van de 20e eeuw bij de overgrote meerderheid van de getrouwde stellen in de westerse wereld echter haar betekenis. Vanaf de jaren 60 van de twintigste eeuw werden ook andere kleuren jurken populair. Toch trouwen de meeste bruiden in de 21e eeuw nog steeds in het wit, ondanks de veranderde opvattingen over seks voor het huwelijk.
Binnen sommige bevindelijk gereformeerde kerken wordt met "zuiverheid" niet alleen de maagdelijkheid verstaan, maar ook het geheel vrij zijn van zonden. Binnen deze kringen wordt er dan ook nooit in het wit getrouwd.

## Mouw type
In het begin van de 21e eeuw is ongeveer 75% van de trouwjurken op de markt mouwloos en strapless. Andere bruiden geven de voorkeur aan meer bescheiden stijlen met mouwen, hogere halslijnen en bedekte ruggen. De meeste trouwjurken van tegenwoordig hebben ofwel een achterkant met veters of een achterkant met ritssluiting. Trouwjurken kunnen ook lang of kort zijn, afhankelijk van het type bruiloft. Veel westerse ceremoniële jurken zijn afgeleid van christelijke rituele kostuums. Het was dus nodig om de blootstelling van de huid te verminderen. Als reactie op deze trend dragen mouwloze of strapless jurken vaak lange witte handschoenen.

## Materialen
De gebruikte materialen zijn kant, tule, zijde, satijn inclusief het kostbare en zware satin duchesse, en (imitatie) bont. De stoffen kunnen zijn bezaaid met pailletten of pareltjes. Parels golden door hun gelijkenis met tranen lange tijd als teken van ongeluk en verwerkte men dus niet in een trouwjurk. Naar het schijnt werden er in West-Europa ten tijde van de Tweede Wereldoorlog - door de extreme schaarste aan materialen - hier en daar ook wel jurken van parachutestof gefabriceerd, zoals Jan Wolkers beschrijft in Serpentina's Petticoat.

## Na de bruiloft
Tot begin twintigste eeuw werden de meeste bruidsjurken na de bruiloft vermaakt en soms geverfd zodat ze gedragen konden worden bij andere feestelijke of formele gelegenheden. Vroeger werd de bruidsjurk ook vaak gebruikt als wiegbekleding voor het eerste kindje, met de sluier als hemeltje. Ook werd er soms een jurkje voor de baby voor bij het doopsel van gemaakt.
Tegenwoordig heeft de trouwjurk meestal na de bruiloft zijn functie verloren. Na afloop van de trouwerij willen veel vrouwen hun jurk bewaren als herinnering. Soms wordt de trouwjurk verkocht, maar dit gebeurt niet vaak. Vrouwen verkiezen over het algemeen een nieuwe jurk boven een tweedehands exemplaar.

## Bruidskleding in andere culturen

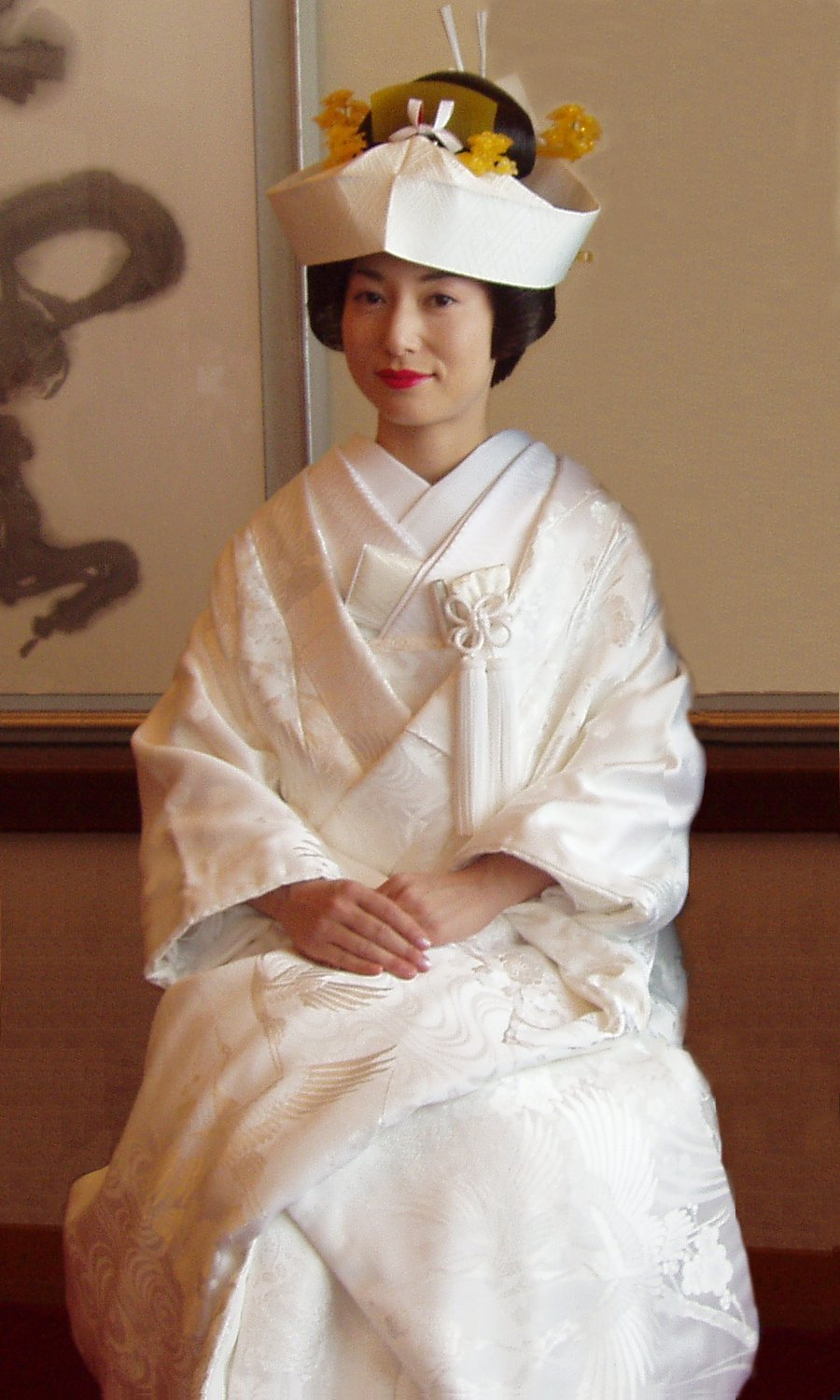
Japanse bruid in witte bruids-kimono

Bijna alle culturen kennen tradities en voorschriften rondom de kleding van de bruid (en de bruidegom). Soms kunnen bruiloften enkele dagen duren. Dan is het niet ongebruikelijk dat de bruid meer dan een bruidskleed heeft.
Hoewel de kleding van verschillende culturen sterk van elkaar verschilt, zijn er wereldwijd ook overeenkomsten: elementen die tot doel hebben om het boze oog af te weren (bijvoorbeeld de blauwe kraal die nog steeds aan Griekse bruidsjurken wordt bevestigd), het gezicht van de bruid wordt door sluiers verborgen, en er wordt in accessoires en patronen gebruik gemaakt van vruchtbaarheidssymbolen.
De westerse witte bruidsjurk werd in de loop van de twintigste eeuw een wereldwijd fenomeen dat oudere lokale tradities soms verdrong. In veel niet-westerse landen is er in de 21e eeuw echter weer belangstelling voor de eigen tradities rondom trouwkleding.

## Afbeeldingen

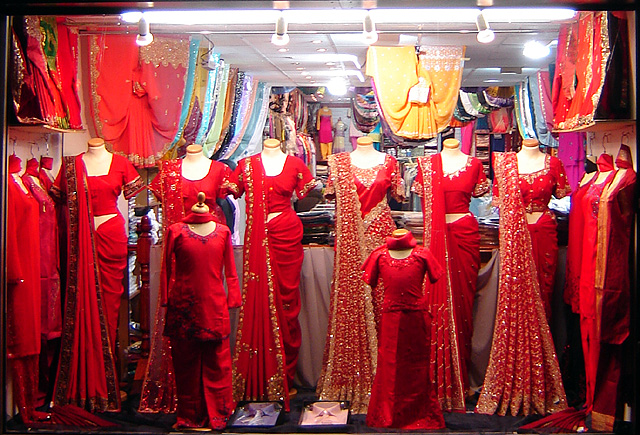
Trouwjurken in een Aziatische modewinkel in Londen
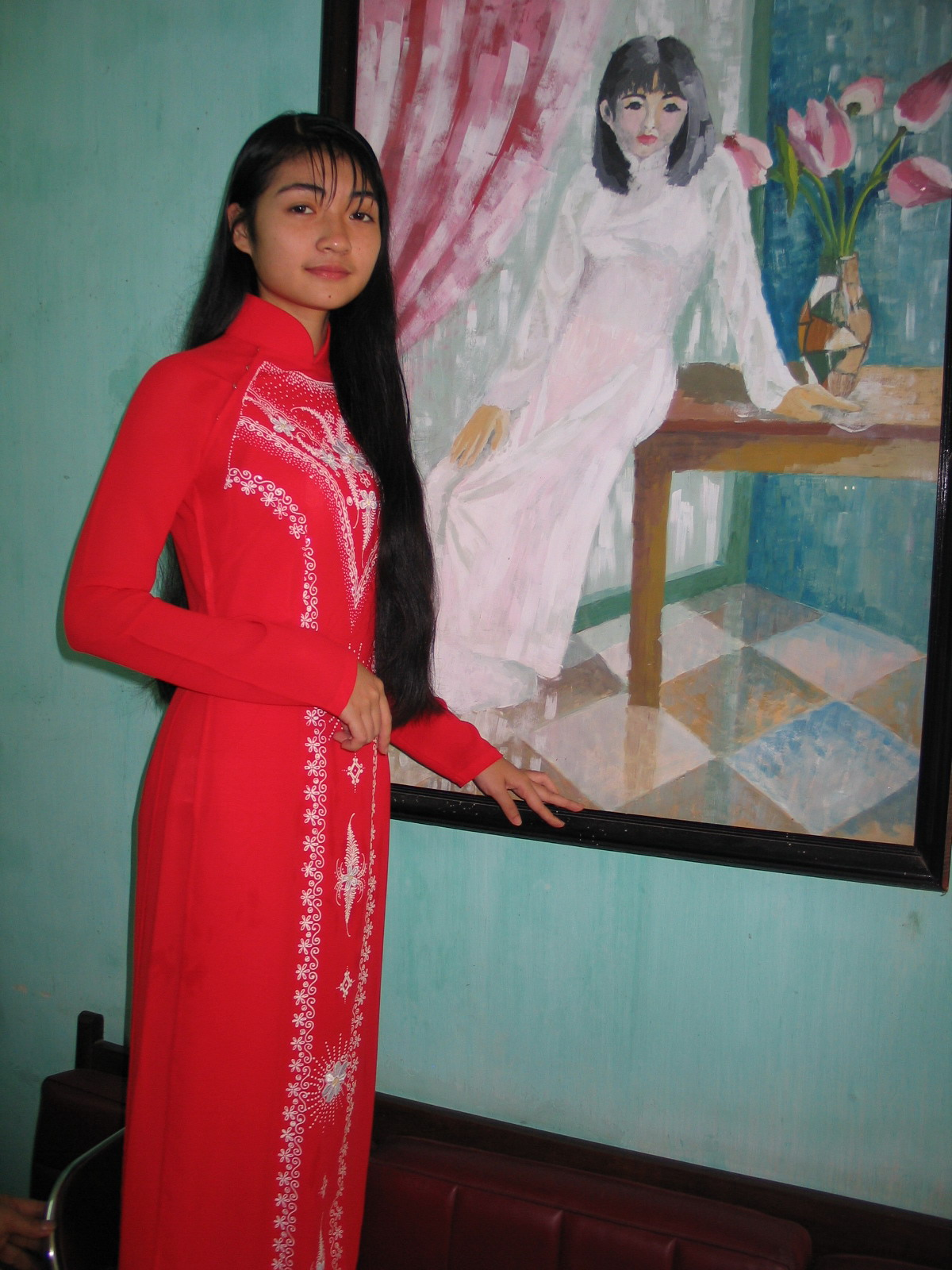
Bruid uit Vietnam
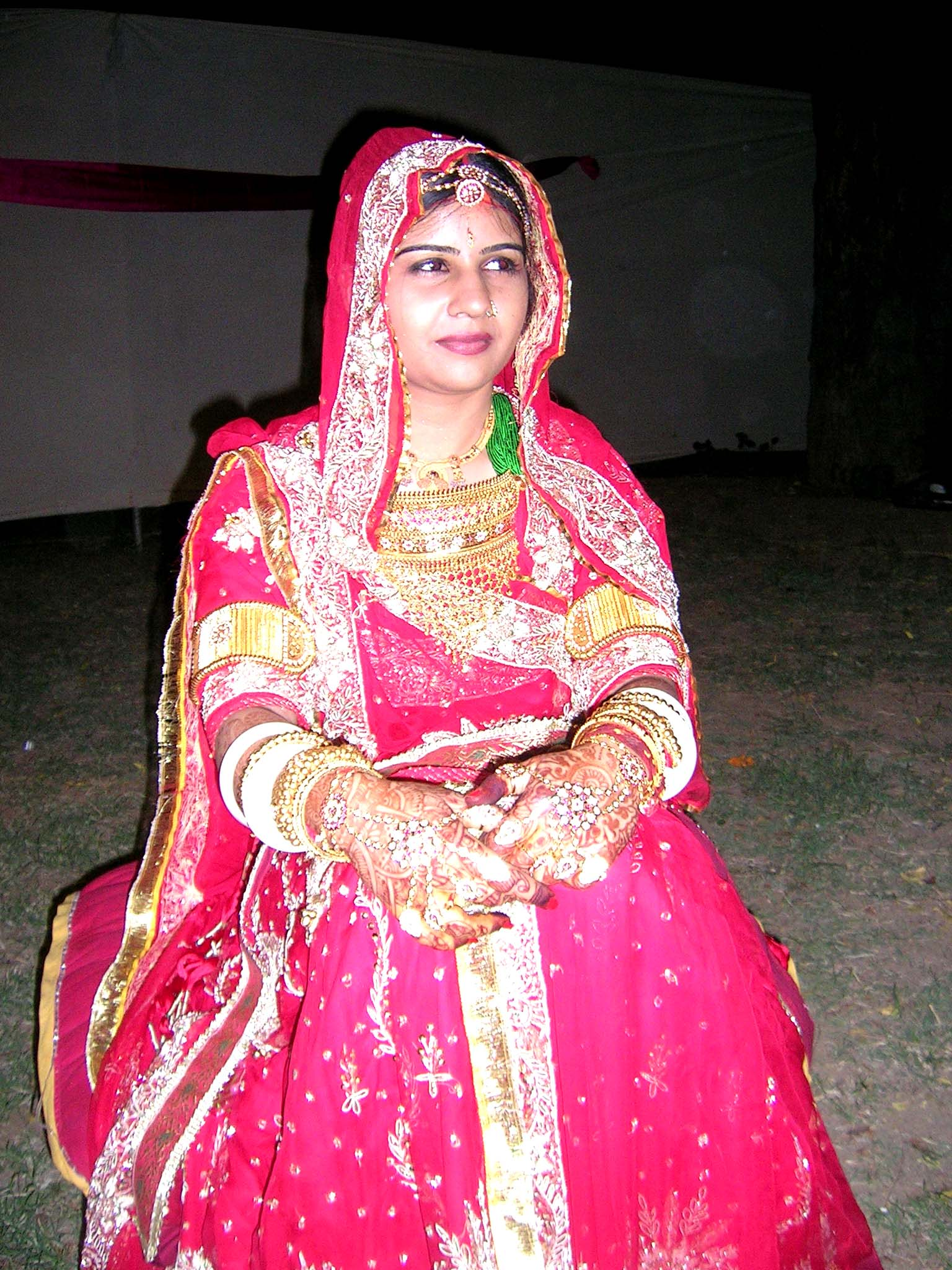
Een Rajput-bruid
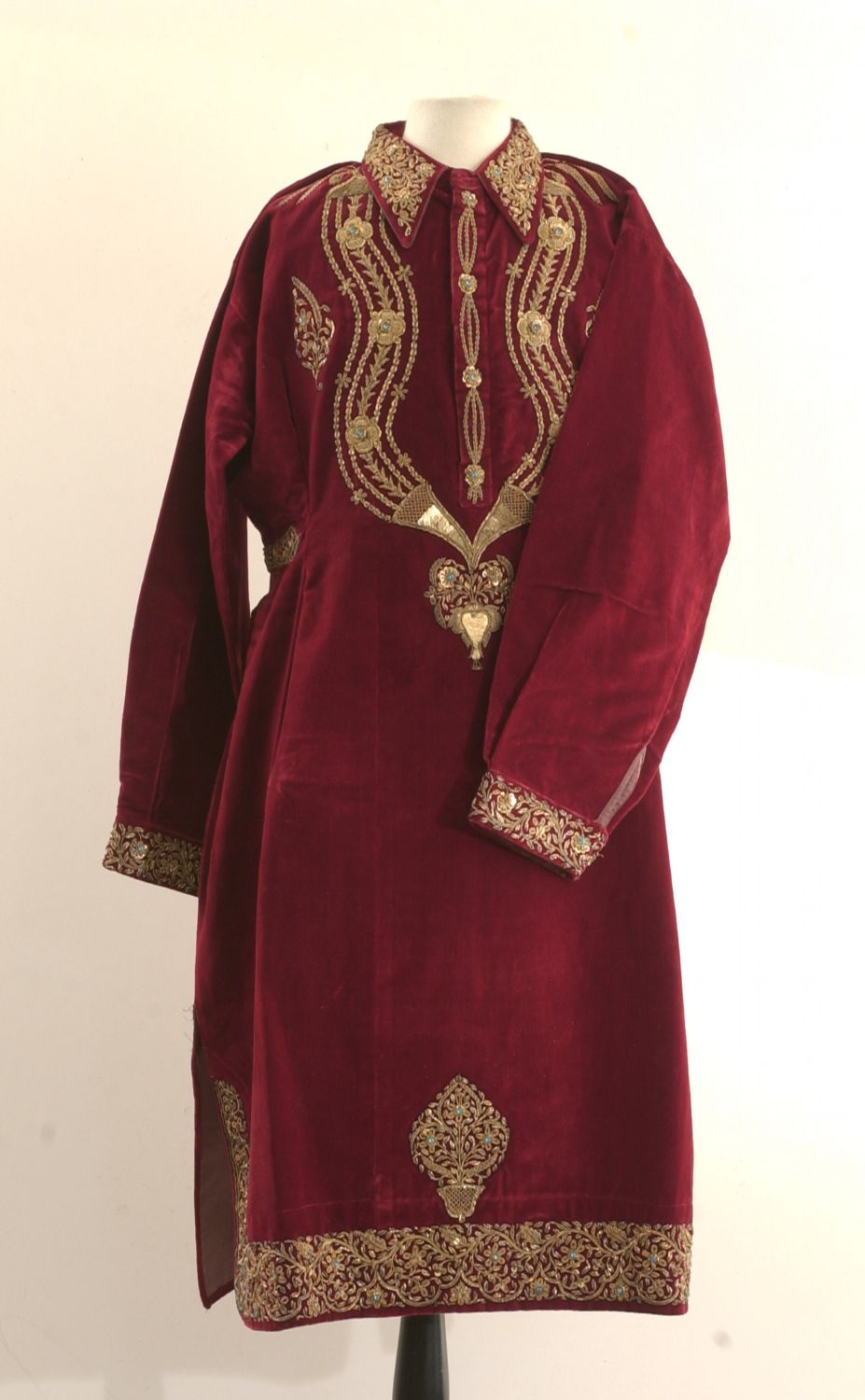
Roodfluwelen bruidsjurk uit Pakistan
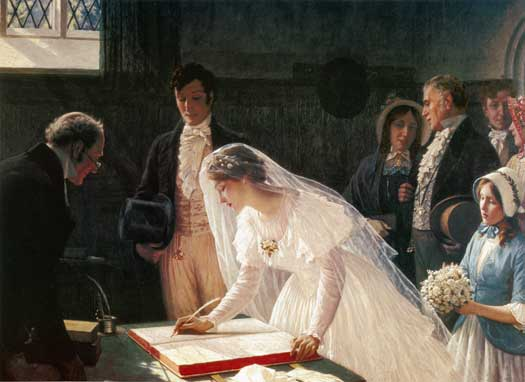
De bruid zet haar handtekening in het huwelijksregister
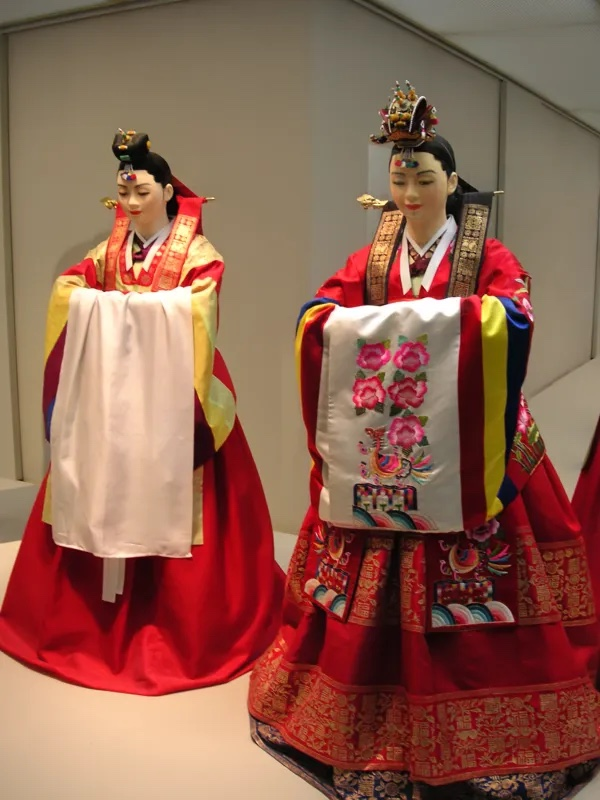
Bruidsjurken uit Korea
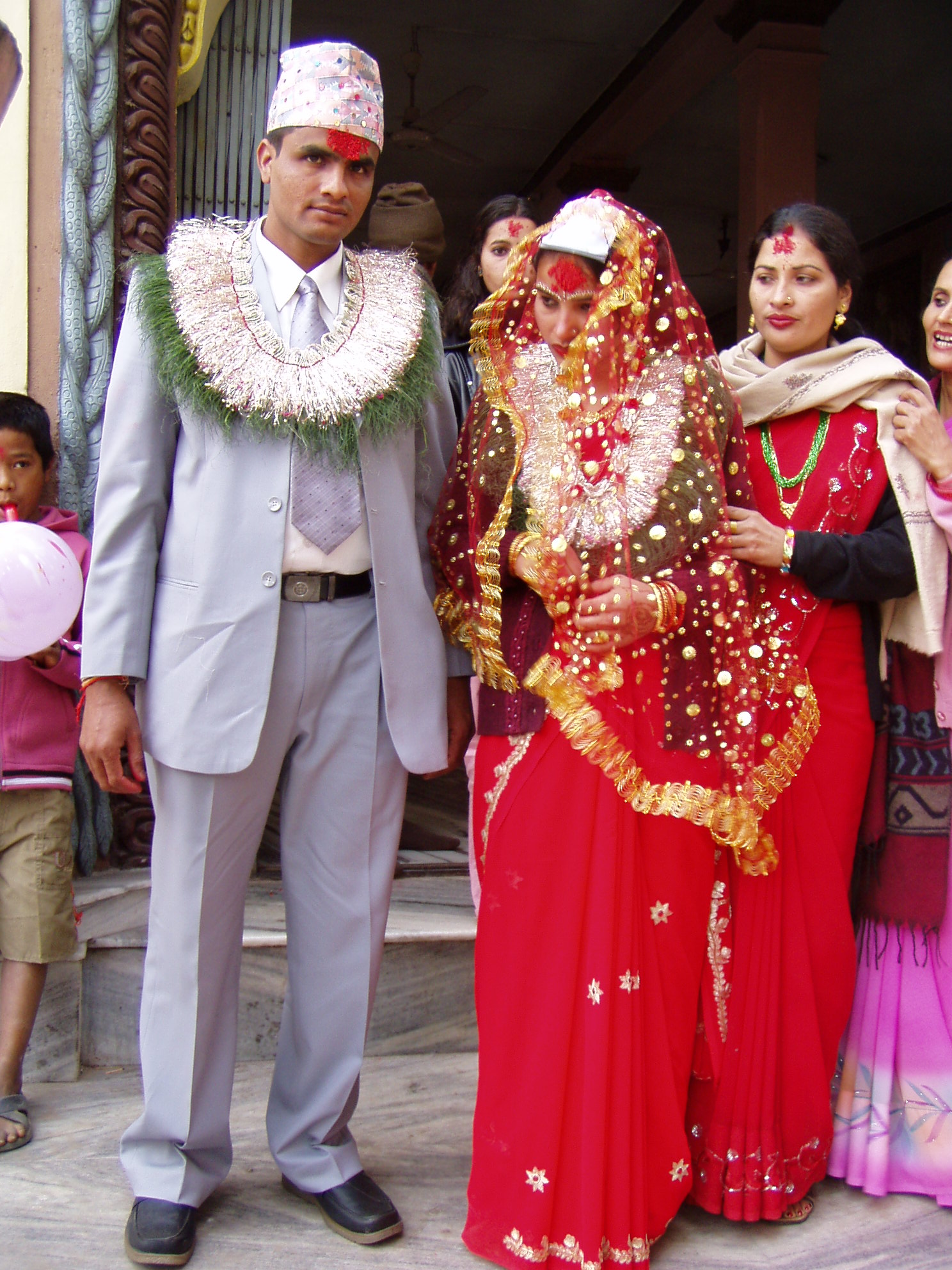
Een bruidegom en bruid in Nepal
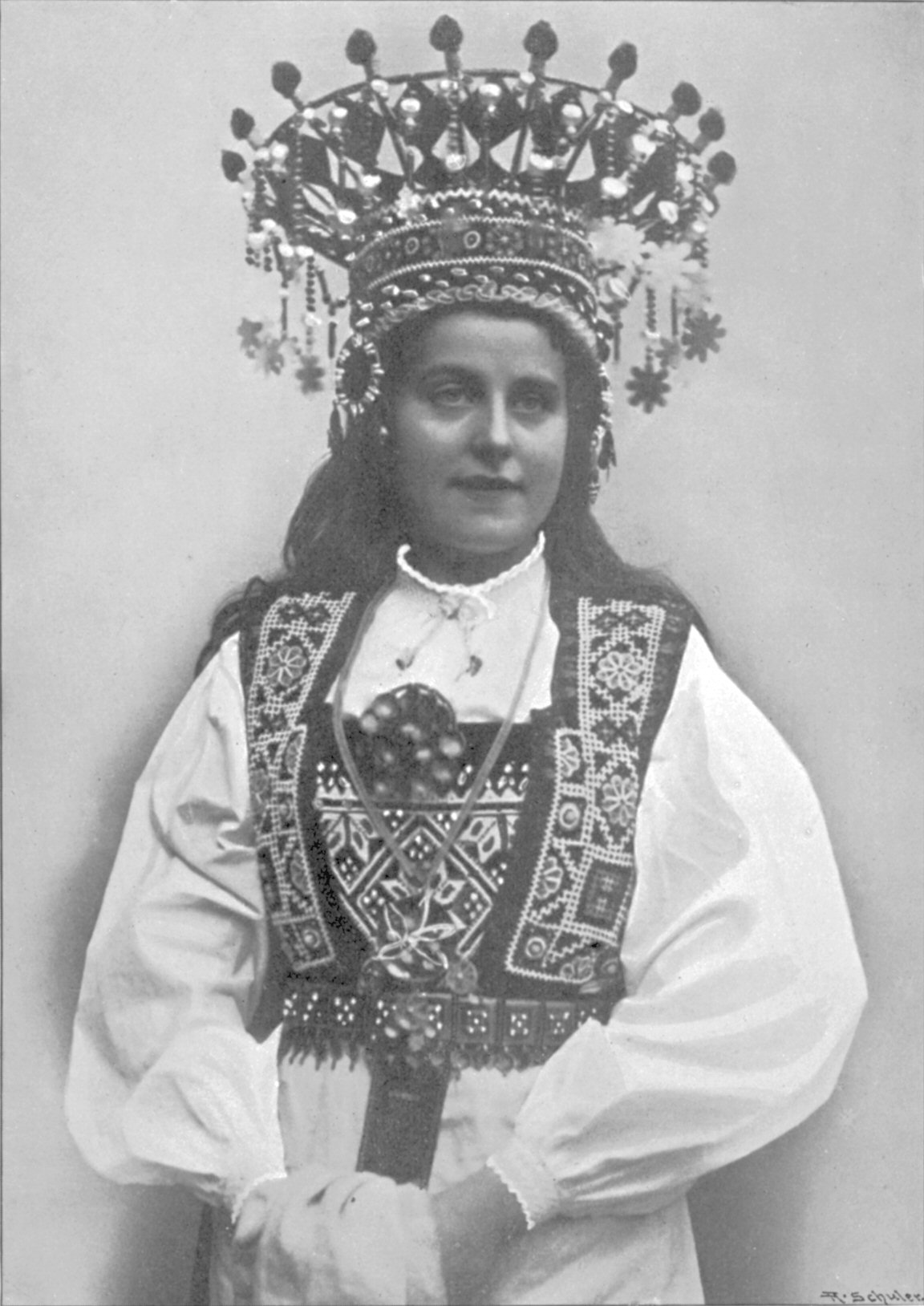
Bruid uit Bergen, Noorwegen
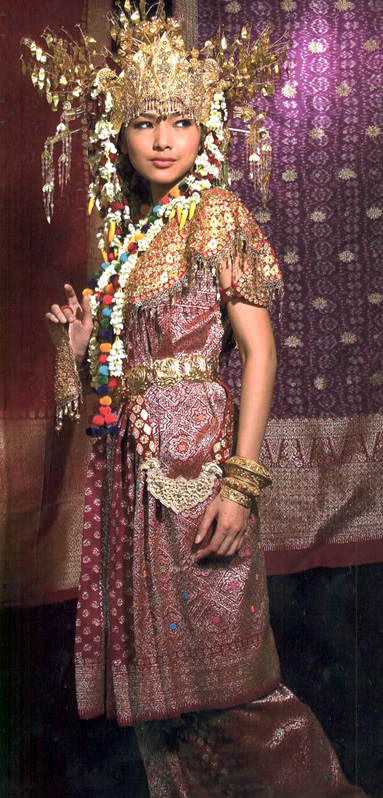
Bruidsjurk uit Palembang, Indonesië
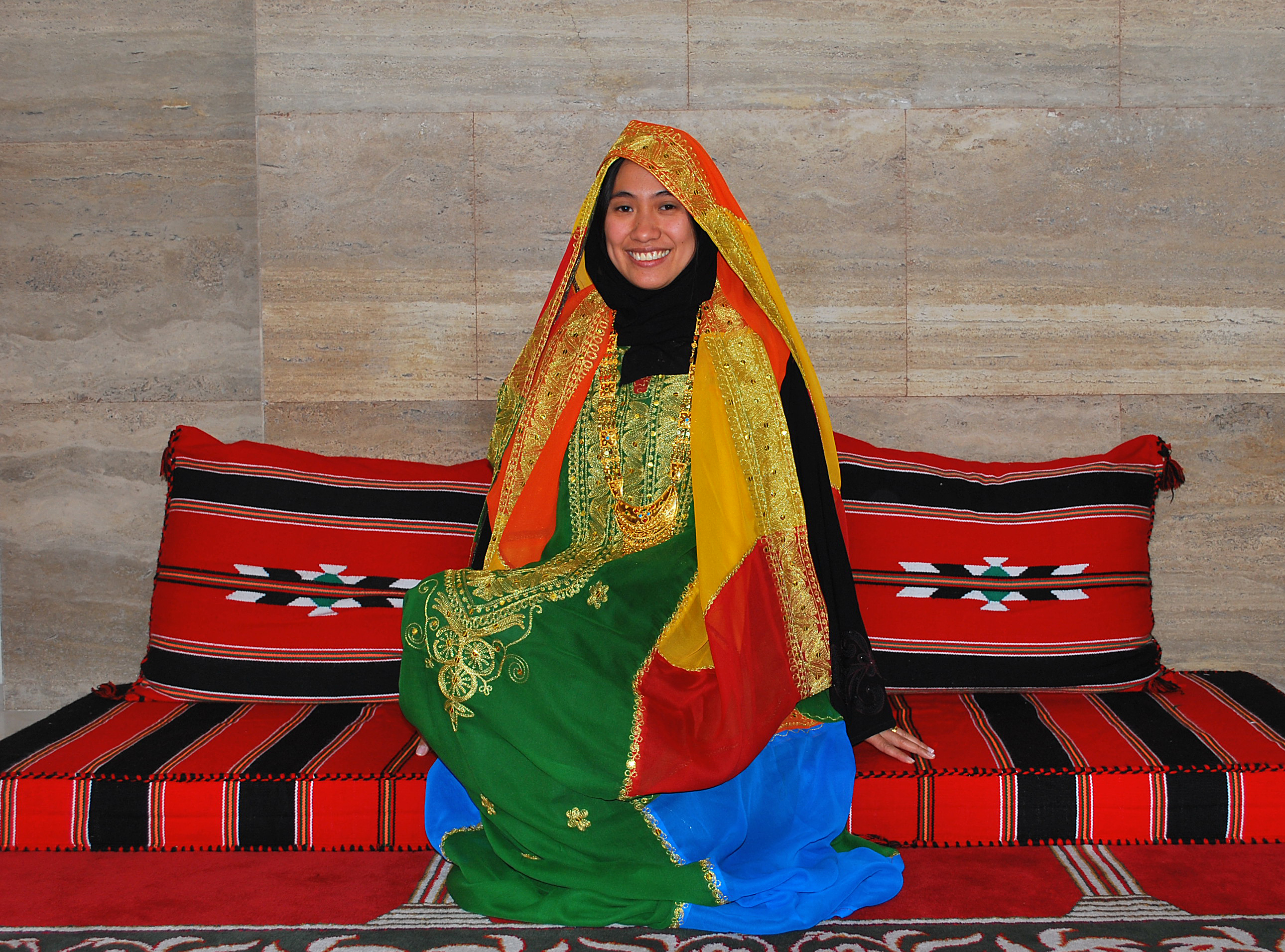
Bruidsjurk uit Bahrain
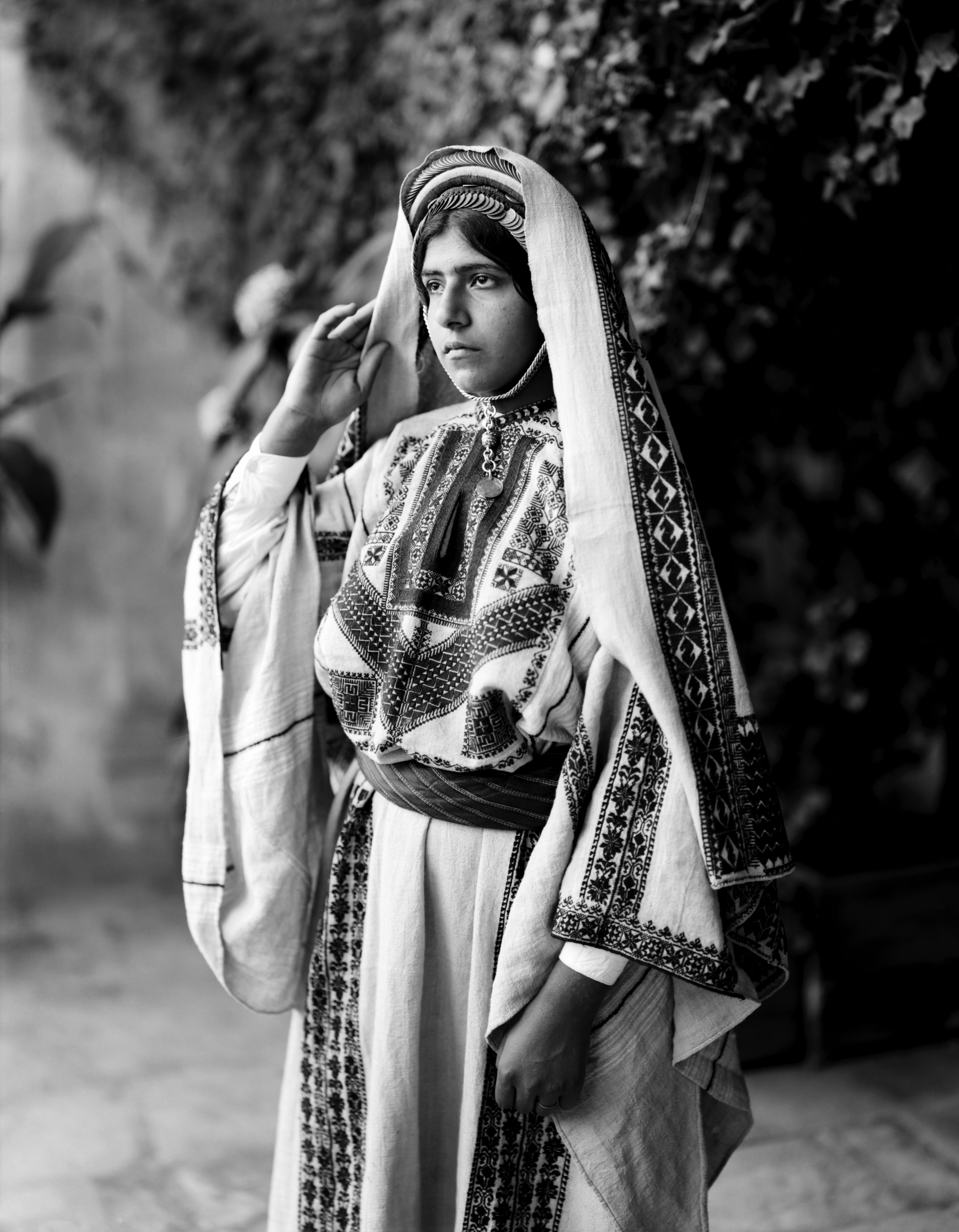
Bruid uit Ramallah
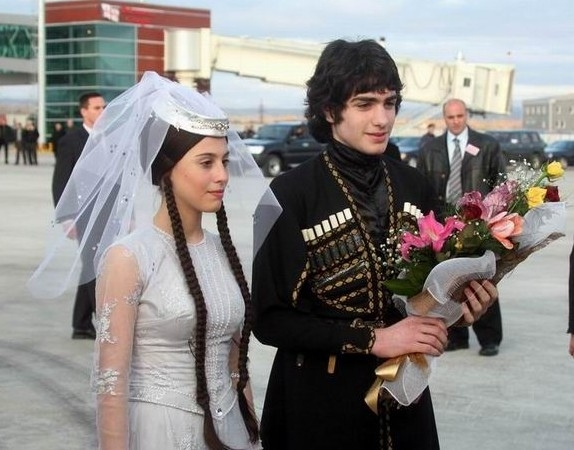
Bruid en bruidegom uit Georgië
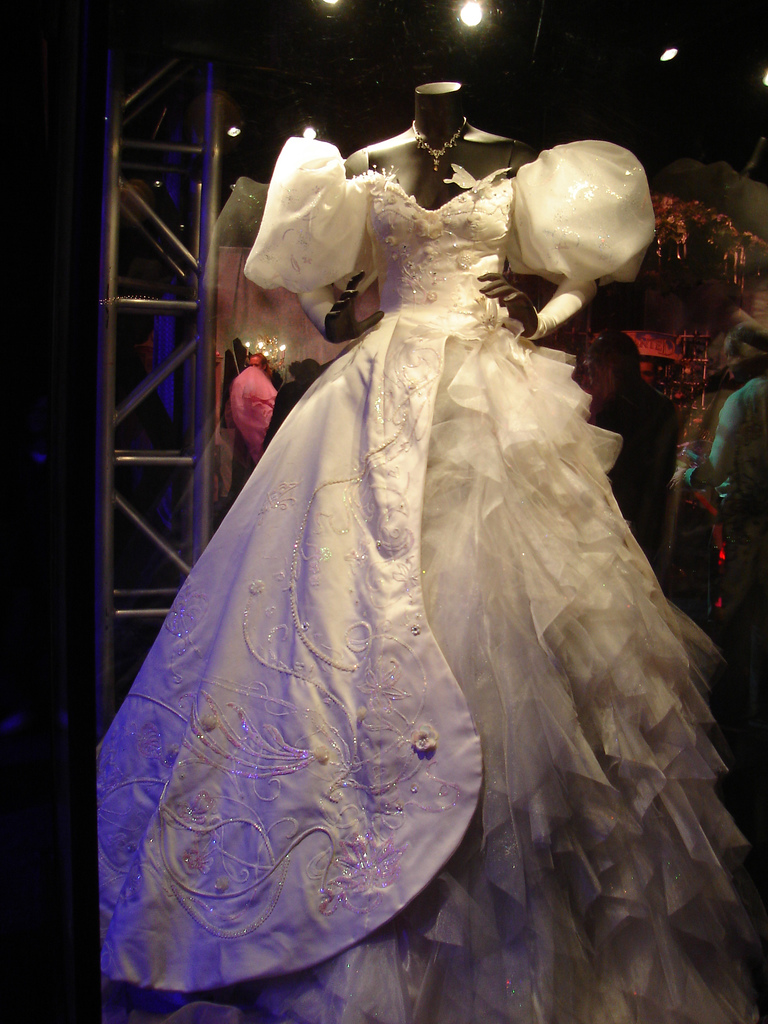
Bruidsjurk, gebruikt in de film Enchanted
- Naaisters in een naaiatelier werken aan de bruidsjurk met sleep voor prinses Juliana ivm met haar voorgenomen huwelijk met prins Bernhard op 7 januari 1937.